# Hördt
Hördt település Németországban, Rajna-vidék-Pfalz tartományban. Lakosainak száma 2726 fő (2023. december 31.).

## Népesség
A település népességének változása:
| Lakosok száma | 2155 | 2546 | 2585 | 2649 | 2701 | 2726 |
|               | 1975 | 2017 | 2019 | 2021 | 2022 | 2023 |